# 도천초등학교 (강원)
도천초등학교는 대한민국 강원특별자치도 영월군 주천면 느지내길 3 (도천리)에 있었던 공립 초등학교이다.

## 연혁
- 1967년 12월 20일 도원국민학교 도천분교장 설립인가
- 1968년 12월 20일 도천국민학교로 승격
- 1996년 3월 1일 도천초등학교로 교명 변경
- 2000년 3월 1일 폐교